# Max Stumpf
Max Stumpf (* 7. März 1853 in München; † 30. Juni 1925 in Bad Tölz) war ein deutscher Arzt (Gynäkologe) und Professor.

## Leben
Der Sohn eines Offizianten am königlichen Hauptmünz- und Stempelamt in München legte 1870 die Abiturprüfung am Münchner Maximiliansgymnasium ab und studierte anschließend – wie auch sein Bruder Ludwig (1846–1923), der Schwiegervater von Paul Klee – Medizin an der Universität München. und in Wien. 1875 legte er das Staatsexamen ab und wurde – erneut in München – unter Hugo von Ziemssen zum Dr. med. promoviert. Seit 1878 assistierte er bei Ziemssen, seit 1880 bei Franz von Winckel in Dresden. Nach der Habilitation 1882 lehrte er als Privatdozent für Gynäkologie und Geburtshilfe an der Münchner Universität und wurde 1884 1. Assistent der Universitäts-Frauenklinik und der Poliklinik. Seit 1886 lehrte er an der Hebammenschule, seit 1901 als Honorar-Professor an der Universität in München und gehörte zeitweise der Kommission für die ärztliche Prüfung an. 1909 trat er in den Ruhestand.
Seit 1887 war er Mitarbeiter an den Frommelschen Jahresberichten über die Fortschritte der Geburtshilfe und Gynäkologie, seit 1903 am Winckelschen Handbuch der Geburtshilfe. In medizinischen Fachzeitschriften veröffentlichte er zahlreiche wissenschaftliche Beiträge, darunter über die Wirkung der Sclerotinsäure, über die Behandlung des Abortus und Partus immaturus, über hämorrhagische Erkrankungen und über den Mechanismus der Geburt.
1891 heiratete er Eleonore Feder (* 1858), eine Arzttochter aus München.

## Schriften (Auswahl)
- Untersuchungen über die Wirkung der Herba Jaborandi. Dissertation Universität Leipzig 1875.
- Zur Casuistik und Therapie der Extrauterinschwangerschaft. Festschrift zur Feier des fünfzigjährigen Jubiläums der Gesellschaft für Geburtshilfe und Gynäkologie in Berlin. Hölder, Berlin 1894.
- Die Vorprüfung und Zulassung zu den bayrischen Hebammenschulen. Berlin o. J. (nach 1886).

Beiträge:
- Untersuchung über die Milchsecretion unter dem Einfluss verschiedener Medicamente, in: Deutsches Archiv für klinische Medicin, Bd. 30, 1882, S. 201.
- Krankheiten der Harnorgane beim Weibe, in: Richard Frommel (Hrsg.): Jahresbericht über die Fortschritte auf dem Gebiete der Geburtshilfe und Gynäkologie, 18. Jg., Band 4, 1905, S. 633.
- Ueber die Influenza-Epidemie 1889/90 und ihre Einwirkung auf die Geburtenziffer, in: Münchener medizinische Wochenschrift 1893.
- Gerichtliche Geburtshülfe, In: Franz von Winckel: Handbuch der Geburtshülfe, 3. Band, 3. Teil. Bergmann, Wiesbaden 1907, S. 280–683.
- Referat zum bayerischen Hebammenwesen, gehalten anlässlich des 14. Delegiertentags der Vereinigung Deutscher Hebammen in München, in: Allgemeine Deutsche Hebammenzeitung, Jg. 1908.
- (Hrsg.): Franz von Winckel. Achtzehn Vorträge aus seinem Nachlasse. Bergmann, Wiesbaden 1914.